# Nelson Oyarzún Arenas
Estádio do Ñublense
Fonte:Google